# What Alice Forgot
O que Alice Esqueceu ou As Lembranças de Alice (título original: What Alice Forgot) é um romance de 2010 da escritora australiana Liane Moriarty. Publicado, inicialmente, no Brasil pela Editora LeYa com o título de As Lembranças de Alice. Em 2018, o livro foi relançado pela Editora Intrínseca com o título de O que Alice Esqueceu e foi lançado em 15 de junho.

## Enredo
Alice tinha certeza de que era feliz: aos 29 anos, casada com Nick, um marido lindo e amoroso, aguardando o nascimento do primeiro filho rodeada pela linda família formada por sua irmã, a mãe atenciosa e a avó. Mas tudo parece ir por água abaixo quando ela acorda no chão da academia... dez anos depois! Enquanto tenta descobrir o que aconteceu nesse período, Alice percebe que se tornou alguém muito diferente: uma pessoa que não tem quase nada em comum com quem ela era na juventude e, pior, de quem ela não gosta nem um pouco.